# Подолень (комуна)
Подолень, Подолені (рум. Podoleni) — комуна у повіті Нямц в Румунії. До складу комуни входять такі села (дані про населення за 2002 рік):
- Негрітешть (401 особа)
- Подолень (5227 осіб)

Комуна розташована на відстані 265 км на північ від Бухареста, 23 км на південний схід від П'ятра-Нямца, 83 км на південний захід від Ясс, 148 км на північний схід від Брашова.

## Населення
За даними перепису населення 2002 року у комуні проживали 5628 осіб. Усі жителі комуни рідною мовою назвали румунську.
Національний склад населення комуни:
| Національність | Кількість осіб | Відсоток |
| -------------- | -------------- | -------- |
| румуни         | 5627           | > 99,9%  |
| греки          | 1              | < 0,1%   |

Склад населення комуни за віросповіданням:
| Релігія       | Кількість осіб | Відсоток |
| ------------- | -------------- | -------- |
| православні   | 5606           | 99,6%    |
| римо-католики | 8              | 0,1%     |
| лютерани      | 7              | 0,1%     |
| п'ятдесятники | 3              | 0,1%     |
| бретрени      | 1              | < 0,1%   |